# Рошфор-сюр-Бревон
Рошфо́р-сюр-Брево́н (фр. Rochefort-sur-Brévon) — коммуна во Франции, находится в регионе Бургундия. Департамент коммуны — Кот-д’Ор. Входит в состав кантона Энье-ле-Дюк. Округ коммуны — Монбар.
Код INSEE коммуны — 21526.

## Население
Население коммуны на 2010 год составляло 45 человек.
| 1962 | 1968 | 1975 | 1982 | 1990 | 1999 | 2010 |
| ---- | ---- | ---- | ---- | ---- | ---- | ---- |
| 68   | 48   | 55   | 50   | 65   | 60   | 45   |

## Экономика
В 2010 году среди 30 человек трудоспособного возраста (15—64 лет) 22 были экономически активными, 8 — неактивными (показатель активности — 73,3 %, в 1999 году было 71,4 %). Из 22 активных жителей работали 16 человек (11 мужчин и 5 женщин), безработных было 6 (1 мужчина и 5 женщин). Среди 8 неактивных 0 человек были учениками или студентами, 6 — пенсионерами, 2 были неактивными по другим причинам.